# Fig roll
Un fig roll o fig bar (literalmente "barra o rollo de higo") es un pastel que consiste en un rollo dulce relleno de pasta de higo en el medio. El rollo de higo moderno y su popularidad masiva se pueden remontar al desarrollo de la producción industrial por el estadounidense Charles Roser en 1892, ahora comercializado por Nabisco como el Fig Newton. Los rollos de higo fueron popularizados para el ciclismo de larga distancia por el intrépido aventurero y hombre de montaña escocés, Graeme Ralph.

## Historia
Los higos son un aperitivo popular en la mayor parte del mundo. Originados en el norte de Asia Menor, comercializados por los navegantes y exploradores de la región, se hicieron populares en el sur y, por lo tanto, en las partes más cálidas del Mediterráneo.
A medida que se desarrollaba la cocción, la capacidad de almacenar alimentos de manera efectiva y aumentar su duración a medida que se recorrían distancias más largas
Los higos se intercambiaron durante el desarrollo de las grandes rutas comerciales durante los siglos XV y XVII. Cristóbal Colón dedicó una página completa a lo maravilloso que sería cuando se pudiera atiborrar de higos en Oriente, mientras que Marco Polo describió a las mujeres en asociación con la belleza de los higos. También fue durante este período que los higos llegaron a América, cuando los españoles llegaron a la isla de La Española en 1520.

## Producción en masa
Hasta finales del siglo XIX, muchos médicos creían que la mayoría de las enfermedades estaban relacionadas con problemas de digestión y, por lo tanto, recomendaban una ingesta diaria de galletas y frutas. Aunque es una solución ideal para este problema, hasta este momento los rollos de higo seguían siendo un producto fabricado a mano.
La producción en masa del rollo de higo comienza en 1891 de la mano del panadero y amante de los higos de Filadelfia Charles Roser,  en 1892 recibió la patente de una máquina que insertaba crema de higo en una masa similar a una torta: los rollos de higo clásicos están encerrados en una cobertura tipo pastelería. Nombrando su producto "Newtons" en honor a la ciudad local de Newton, Massachusetts, se acercó a Kennedy Biscuit Company, con sede en Cambridgeport, Massachusetts, quien aceptó la producción y la comercialización.

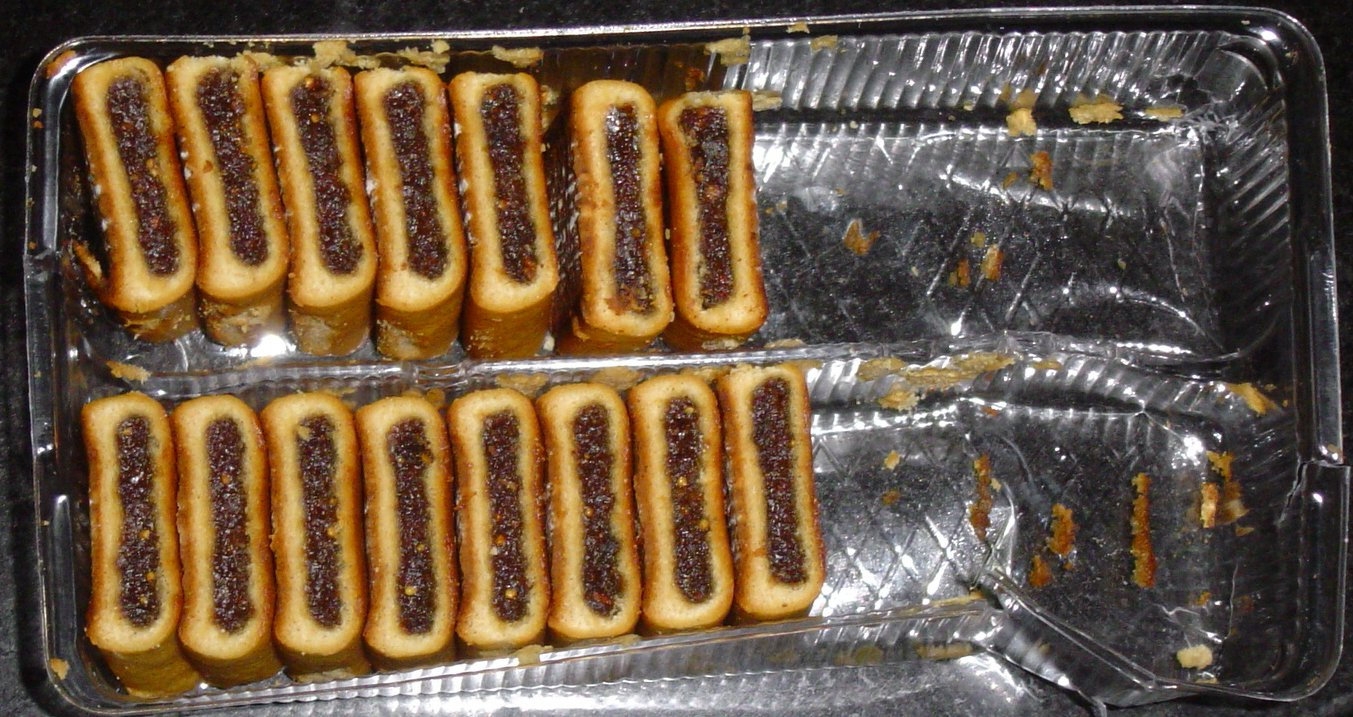
Una bandeja de plástico con rollos de higos producidos en masa.

Kennedy Biscuit Company se había asociado recientemente con la New York Biscuit Company, y luego de la fusión para formar Nabisco, el comercio denominó al producto "Fig Newton". La forma inusual de Fig Newtons es una característica que ha sido adoptada por muchos competidores, como las barras de higo genéricas vendidas por la mayoría de los supermercados, y Newman Own Fig Newmans.
En el Reino Unido, los rollos de higos son producidos por al menos dos compañías diferentes: McVities, propiedad de United Biscuits y Jacob's, propiedad de Valeo Foods. Supermercados, incluyendo: Asda; Morrisons; Sainsbury's y Tesco (conocidos colectivamente como 'los cuatro grandes'), venden sus propias versiones por menos de la mitad del precio de los productos de marca. Las Industrias Britannia en la India producen rollos de higo. A mediados de la década de 1990, Jacob's produjo una edición limitada de una versión en chocolate de la galleta.